# Gardes d'honneur français
Pour les articles homonymes, voir Garde d'honneur.
Les gardes d'honneur constituent quatre régiments de cavalerie légère ayant servi aux côtés de la Garde impériale française sous le Premier Empire. Habillées à la hussarde, issues de la bourgeoisie et de la petite noblesse et s'équipant à leur frais, ces unités sont levées en 1813 et s'illustrèrent lors de la campagne de France de 1814, notamment lors de la Bataille de Montmirail. Le corps sera dissous sous la Première Restauration. Ces régiments de cavalerie ne doivent pas être confondus avec les unités de « garde d'honneur » locales levées dans certaines villes de France et de Belgique, à l'occasion de visites impériales notamment.

## Origines et organisation
« L'histoire nous plonge en 1812, après les désastres de la campagne de Russie. Napoléon doit enrôler de nouvelles troupes pour affronter une nouvelle coalition. Parmi ces soldats levés en hâte, 10 000 cavaliers forment corps. Il s'agit de la Garde d'honneur. Ses effectifs devaient être constitués par les fils des familles les plus considérées des 130 départements de l'Empire. Les gardes d'honneur voient le feu pour la première fois en Saxe, en 1813. Ils chargent encore avec héroïsme durant la campagne de France, l'année suivante »

— Lt-Col. G. Housset, La garde d'honneur 1813-1814 

« Recrutés parmi les classes sociales dirigeantes, habillés et équipés à leurs frais et accompagnés de valets chargés des basses besognes comme l'entretien des écuries, ces hommes étaient promis à devenir officier après une année de service dans le rang. Bien que totalement impréparés au combat à leur intégration dans la Grande armée, les Gardes d'honneur gagnèrent en  compétence et confiance en servant aux côtés de l'élite de la cavalerie de la Garde Impériale lors des campagnes de Saxe et de France, 1813-1814, et se distinguèrent lors des batailles de Hanau et de Reims »

— Ronald Pawly & Patrice Courcelle, Napoleon's Guards of Honour.
Fin 1812, la Grande Armée sort exsangue de la terrible retraite de Russie et l'élite de celle-ci, la Garde impériale, n'est pas sans partager ce funeste état. C'est ainsi qu'à la fin de la campagne, 60 cavaliers seulement disposent encore d'une monture au sein du 2e régiment de lanciers. Encouragés par cet échec, les rois et pays vaincus au cours des guerres précédentes reprennent les armes contre la France et constituent la Sixième Coalition sous l'égide de l'Empire russe et du Royaume-Uni.
Pressentant sans doute la menace que représente cette défaite, l'Empereur procède, par le biais d'un Sénatus-consulte promulgué dès le 11 janvier 1813, à la mobilisation d'un contingent de 350 000 hommes. Un nouveau Sénatus-consulte de mobilisation est promulgué le 3 avril et c'est à l'occasion de cette nouvelle levée qu'est créé le corps des Gardes d'honneur.
Cette phalange est censée être recrutée parmi les classes aisées ayant les moyens de financer l'équipement de la troupe. Ce recrutement « élitiste » connaîtra de nombreuses entorses, « les défaites n’inclin(ant) guère à la vocation militaire la jeunesse fortunée, que se fit remplacer par des jeunes gens sans fortune, se bornant à fournir l’argent de l’équipement ». « Nécessité faisant loi », des fils de familles modestes et impécunieuses s'enrôleront dès lors dans les rangs de ce nouveau corps. En Haute-Garonne, un registre d'engagement est ouvert dès le 20 avril et la levée « s’effectue rapidement et dans de bonnes conditions, puisque le 11 août 1813, l’ensemble du maximum des gardes d’honneur du département est atteint, voire [sic] dépassé, puisque 88 jeunes gens sont couchés sur la liste que le préfet fait parvenir au ministre de la guerre ». Toutefois « il semble que, comme dans l’Ain, la levée concerne plus des jeunes gens originaires de milieu modeste et non pas les fils de la bourgeoisie et de la noblesse comme l’avait souhaité Napoléon ; en effet, sur 88 gardes de Haute-Garonne, 41 n’ont pas payé leur équipement et l’ont reçu de la préfecture ». D'autre part « ce sont 38 Gardes qui payent leur cheval et 50 qui le reçoivent du préfet et 40 qui payent leur harnachement, 48 le recevant du préfet, les fonds destinés à ces fournitures pour les Gardes qui ne peuvent les financer étant prélevés, au sein d’un fonds commun, sur les personnes les plus riches du département ». Les recrues seront finalement versées au 3e régiment en garnison à Tours,..

### Organisation
Quatre régiments composent donc le corps des gardes d'honneur :
- 1er régiment de gardes d'honneur
- 2e régiment de gardes d'honneur
- 3e régiment de gardes d'honneur
- 4e régiment de gardes d'honneur

À l'été 1813, les gardes d'honneur sont placés à la suite de la Garde impériale : le 1er régiment est ainsi rattaché aux chasseurs à cheval, le 2e aux grenadiers à cheval, le 3e aux dragons et le 4e aux lanciers polonais. Sur ce point, l'historien Ronald Pawly précise que « les gardes d'honneur ne firent jamais officiellement partie de la Garde impériale », tout en admettant que « leur statut exact était et demeure sujet à confusion ». L'ambiguïté de leur situation réside principalement dans le fait qu'ils combattent presque toujours au sein de la Garde et que, en plus de percevoir une solde identique à celle des chasseurs à cheval de la Garde, les officiers et soldats se considèrent eux-mêmes comme faisant partie de cette unité d'élite. Emir Bukhari résume la chose en écrivant qu'ils « étaient donc dans mais pas de la Garde ».
Chaque régiment se distinguait visuellement par l’aigrette de son shako, dont la couleur de l’extrémité permettait une identification rapide :
- 1er régiment (Nord-Est) : plumet vert foncé à pointe rouge ;
- 2e régiment (Sud-Est) : plumet vert foncé à pointe bleue ;
- 3e régiment (Ouest) : plumet vert foncé à pointe jaune ;
- 4e régiment (Sud-Ouest) : plumet vert foncé à pointe blanche.

À l'issue de la campagne de 1813, les survivants des quatre régiments sont regroupés en une division le 13 janvier 1814. Le 15 mars, la division ne compte plus que 460 Gardes.

### Personnalités remarquables
- Général comte Lepic, 2ème régiment.
- César de Vachon de Belmont-Briançon, 3ème régiment.
- Charles Louis de Chasseloup de La Motte, 3ème régiment

## Uniformes et équipement

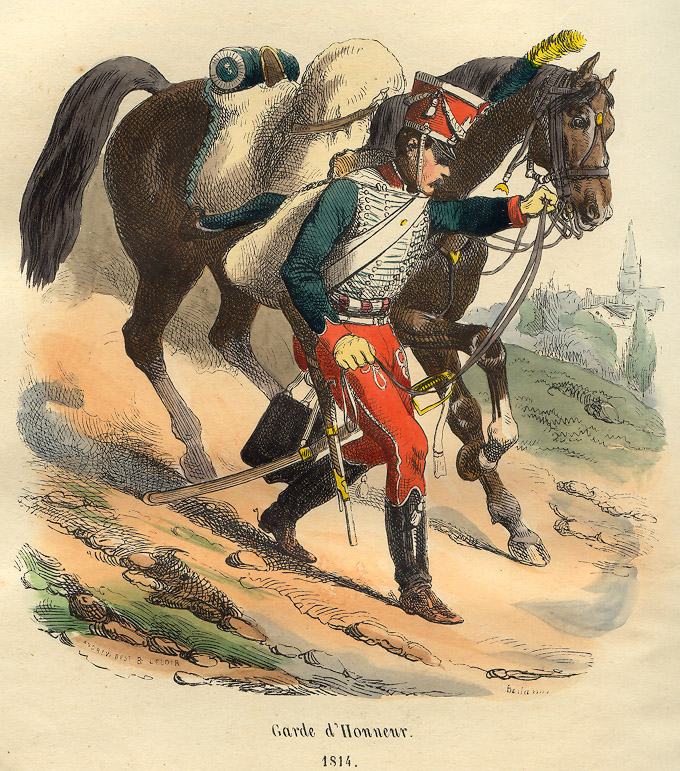
Uniforme des gardes d'honneur.

### Cavaliers et sous-officiers
Par son style « à la hussarde » et ses couleurs, l'uniforme des gardes d'honneur n'est pas sans rappeler celui de leurs frères d'armes, les chasseurs à cheval de la Garde impériale : dolman vert à passementeries et brandebourgs blancs ou argent et « parements en pointe » rouges, pelisse verte, pantalon et charivari rouges, le colback des chasseurs étant remplacé pour les Gardes d'honneur par un shako rouge à garnitures et aigle blancs et argent, pompons et plumets aux couleurs des régiments et compagnies, et bottes « à la hongroise » de la cavalerie légère.

## Campagnes

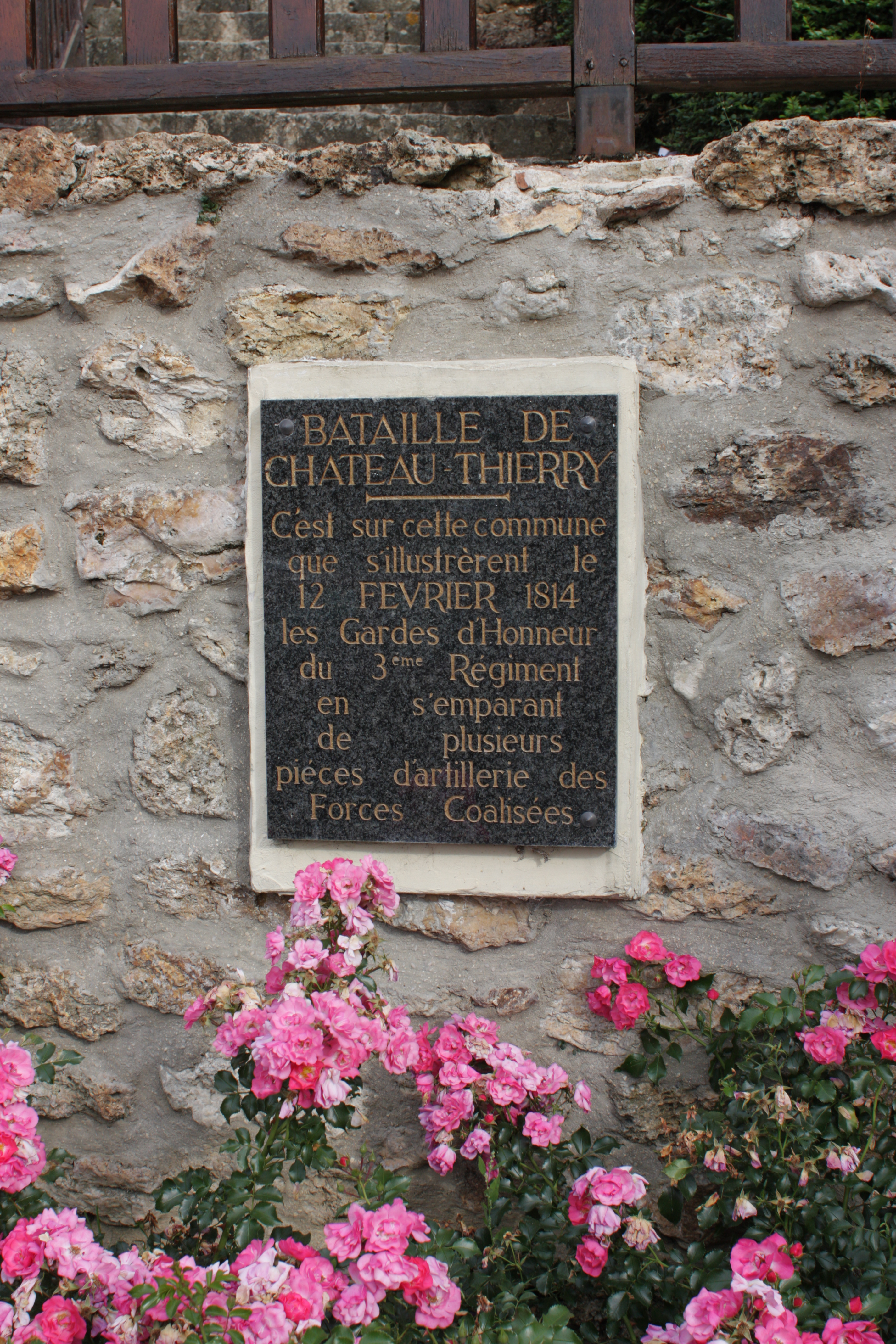
Viffort : plaque commémorant la participation du 3e régiment de gardes d'honneur à la bataille de Château-Thierry.

Le 13 mars 1814, à la bataille de Reims, ils chargent et bousculent la cavalerie russe mais les hommes du 3e régiment sont pris à revers par l'infanterie et se battent avec acharnement pour se dégager.